# Baki Mercimek
Baki Mercimek, född 18 september 1982 i Amsterdam, är en turkisk fotbollsspelare som senast spelade för klubben Bugsaşspor.